# Offensive soviétique vers l'Ouest de 1918-1919
Guerre russo-polonaise
Batailles
- Offensive vers l'Ouest
- Opération Minsk
- Daugavpils
- Letychiv
- Koziatyn
- Opération Kiev
- Radzymin
- Varsovie
- Komarów
- Rivière Niémen

L’offensive soviétique vers l'Ouest fait référence à l'avancée de l'Armée rouge en Biélorussie, en Estonie, en Lettonie, en Lituanie, en Pologne et en Ukraine dans le contexte de la guerre soviéto-polonaise qui suivit la Première Guerre mondiale, en vue de récupérer les territoires perdus par l'Empire russe dans le traité de Brest-Litovsk.

## Historique
Elle débuta le 18 novembre 1918 et se termina en mars 1919, date de la stabilisation du front. 285 000 soldats soviétiques auraient participé à l'offensive. Le Royaume-Uni et des volontaires allemands participèrent au conflit.

### Les offensives

#### Chronologie détaillée
- novembre 1918 : invasion de l'Estonie (prendra fin en février 1920).
- décembre 1918 : invasion de la Lettonie (prendra fin le 11 août 1920).
- décembre 1918 : invasion de la Lituanie (prendra fin en 1919).
- février 1919 : invasion de la Pologne (prendra fin en mars 1921).
- décembre 1919 : invasion de la République populaire ukrainienne (prendra fin en novembre 1921).